# سانجوسانگن-دو
سانجوسانگن-دو (انگلیسی: Sanjūsangen-dō) یک معبد بودایی متعلق به فرقه تندای است که در هیگاشی‌یاما، کیوتو، کیوتو، ژاپن قرار دارد.